# Междумурска жупания
Междумурската жупания или Междумурието e жупания, разположена в Северна Хърватия, в западната част на историческата област Панония. Заема площ от 729,5 км². Главен град на жупанията е Чаковец. Други по-големи градове са: Прелог и Мурско Средище. Междумурската жупания е съставена от 22 общини.

## География
Жупанията се намира между двете реки – Драва на юг и Мур на север и изток (до границата с Унгария). Именно поради месторазположението си областта носи името Междумурие (на хърватски:Međimurje в превод – между река Мур)

## Население
Според преброяването през 2001 година Междумурската жупания има 118 426 души население. Според националната си принадлежност населението на жупанията има следния състав:
- хървати 96 %
- други (унгарци, словенци и цигани) 4 %